# Érdliget
Érdliget Érd keleti része, Budapest határa mellett.

## Fekvése
A Sulák-patak és mellékvizeinek északnyugat-délkelet irányú, a Duna felé fokozatosan ereszkedő, sekély völgyeiben és az azokat elválasztó alacsony (140-170 méter magas) dombokon helyezkedik el. Déli és nyugati határán Érd többi városrésze terül el, a keleti határán Budapest (Nagytétény), az északi határán pedig Diósd a szomszédja. Érdliget Nagytéténnyel határos része az Ófaluhoz hasonlóan a Duna egykori árterületére épült.

## Vízrajz
Két patakja van, a Sulák-patak és a Bara-árok. A Sulák-patak Parkváros északkeleti peremén, a Felsővölgy utca mentén ered, majd a Néra és a Garam utca mellett a 6-os úton át egy erdőben "találkozik" a Bara-árokkal. Ezután Ófalutól keletre a Beliczay-sziget felett a Dunába folyik.

## Közlekedés
Érdről, Százhalombattáról és Budapestről egyaránt megközelíthető a 6-os úton és a városrészt délről elkerülő M6-os autópályán. A belvárosában található Érdliget megállóhely, budapesti határán Tétényliget (korábbi nevén Nagytétény-Érdliget) megállóhely, valamint a többi városrésszel lévő határán Érd alsó állomás és Érd felső megállóhely. Tétényliget a Budapest–Murakeresztúr-vasútvonalon, Érdliget a Budapest–Pusztaszabolcs-vasútvonalon  van.
Érdliget déli peremét érinti a 6-os út, a Diósd irányából érkező 7-es úttal körforgalmú csomópontban egyesülve Ófalu felé kerüli el a Belvárost. Nagyobb utca a Duna utca még, ami igen hosszú, Érdliget déli részétől Érdliget vasúti megállóhelyig tart, innentől Pipacs utcaként folytatódik. Van egy szép alagútja, a Budapest–Murakeresztúr-vasútvonal Nagytétényi része halad át felette.

## Bevásárlás és étkezés a városrészben
Érdligeten a bevásárlás igen nehézkes lett, miután a helyi CBA-t 2006 végén eladta az akkori városvezetés. Az Érdligeti CBA fogadta a városrészbe érkező embereket, jó elhelyezkedése és termékkínálata miatt a város egyik legforgalmasabb áruháza volt. 2010-ben az épületet lebontották, és Lidl áruházat terveztek ide építeni. amelyet csak 2024 decemberében nyitottak meg. Jelenleg a Casino Üzletházban üzemel egy italdiszkont és egy zöldséges, amely a CBA egykori helyével szemben található. Korábban nem messze működött a „Lajos” kisbolt, mely a 2010-es évek közepén bezárt. A „Liget Papírbolt” közel 30 éve üzemel a Balatoni út 85-ös szám alatt. Aki Érdligetre téved, számos étterembe fut bele, mint például a „Branco Steak House”, avagy a „Vivi Ételbár”.

## Látnivalók

### Napház Galéria és Csuka Zoltán Emlékszoba
Az 1933-ban a Bauhaus stílusában épült házban élt a költő-műfordító Csuka Zoltán 1984-ig, haláláig. Az épületben ma az időszaki kiállításoknak helyet adó Napház Galéria és Csuka Zoltán Emlékszoba működik, a Csuka Zoltán Városi Könyvtár kezelésében.

### Egyéb látnivalók
- Kutyavár
- Lidl Érdliget
- Nemzeti dohánybolt
- Flamingó Kemping
- Pataki Cukrászda
- Regina Mundi Ciszterci Nővérek Apátsága
- Park/Játszótér (Balatoni út - Fürdő utca sarok)

### Egykori látnivalók
- Korona Étterem és Cukrászda - Osváth Kft. (Jelenleg eladó)
- Casino étterem és kocsma

## Galéria

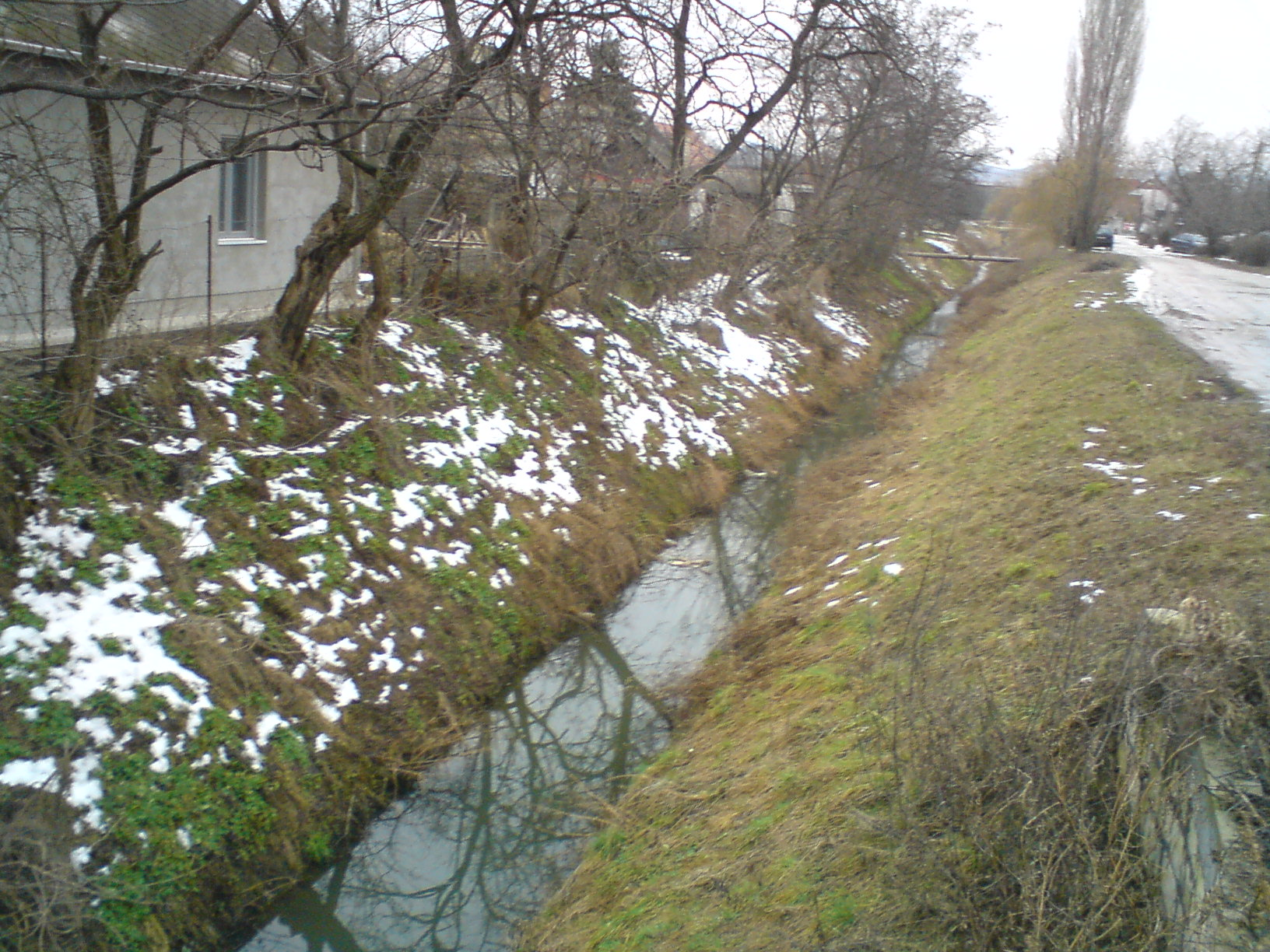
Sulák-patak
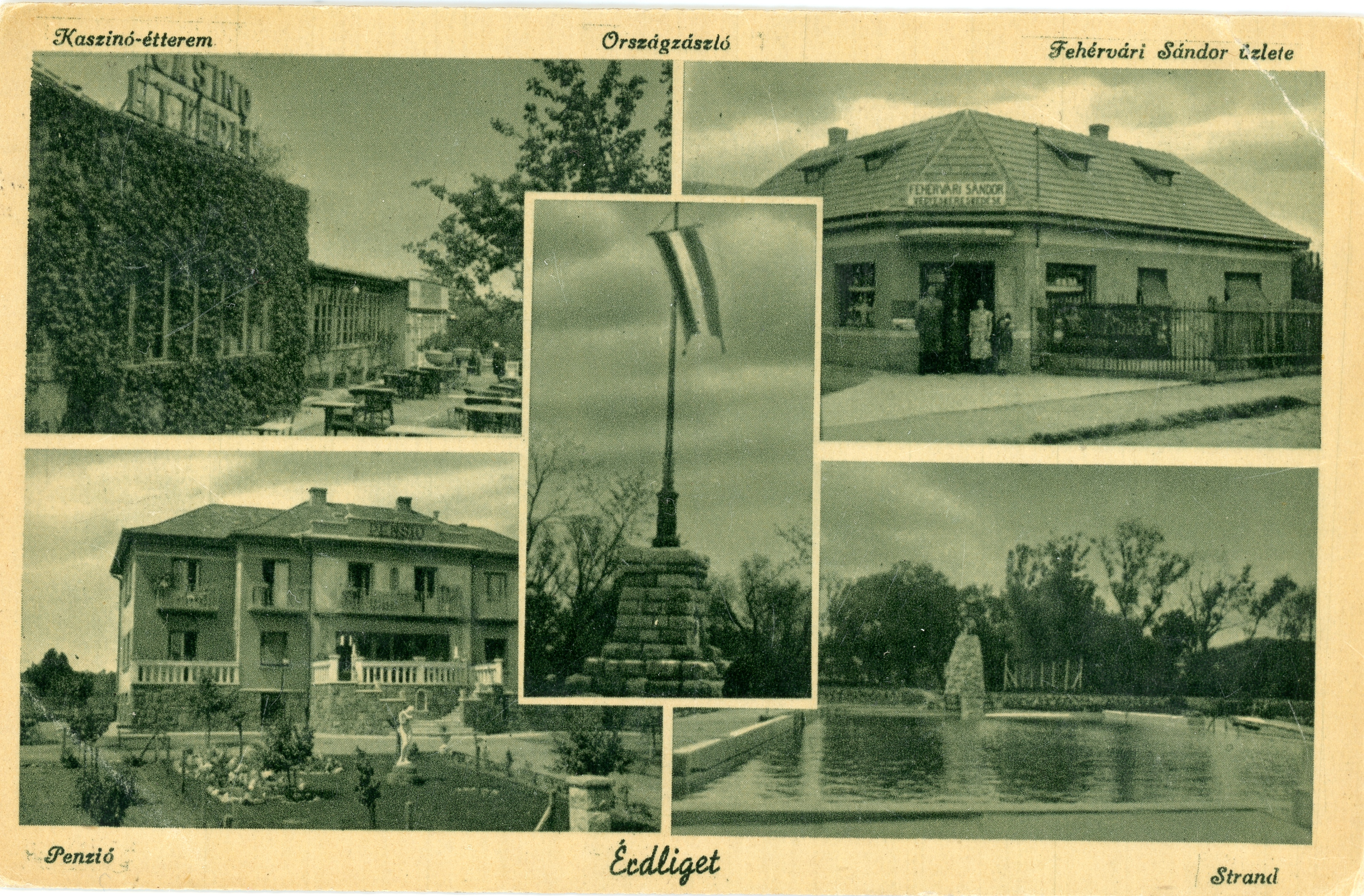
Érdliget a 60-as években
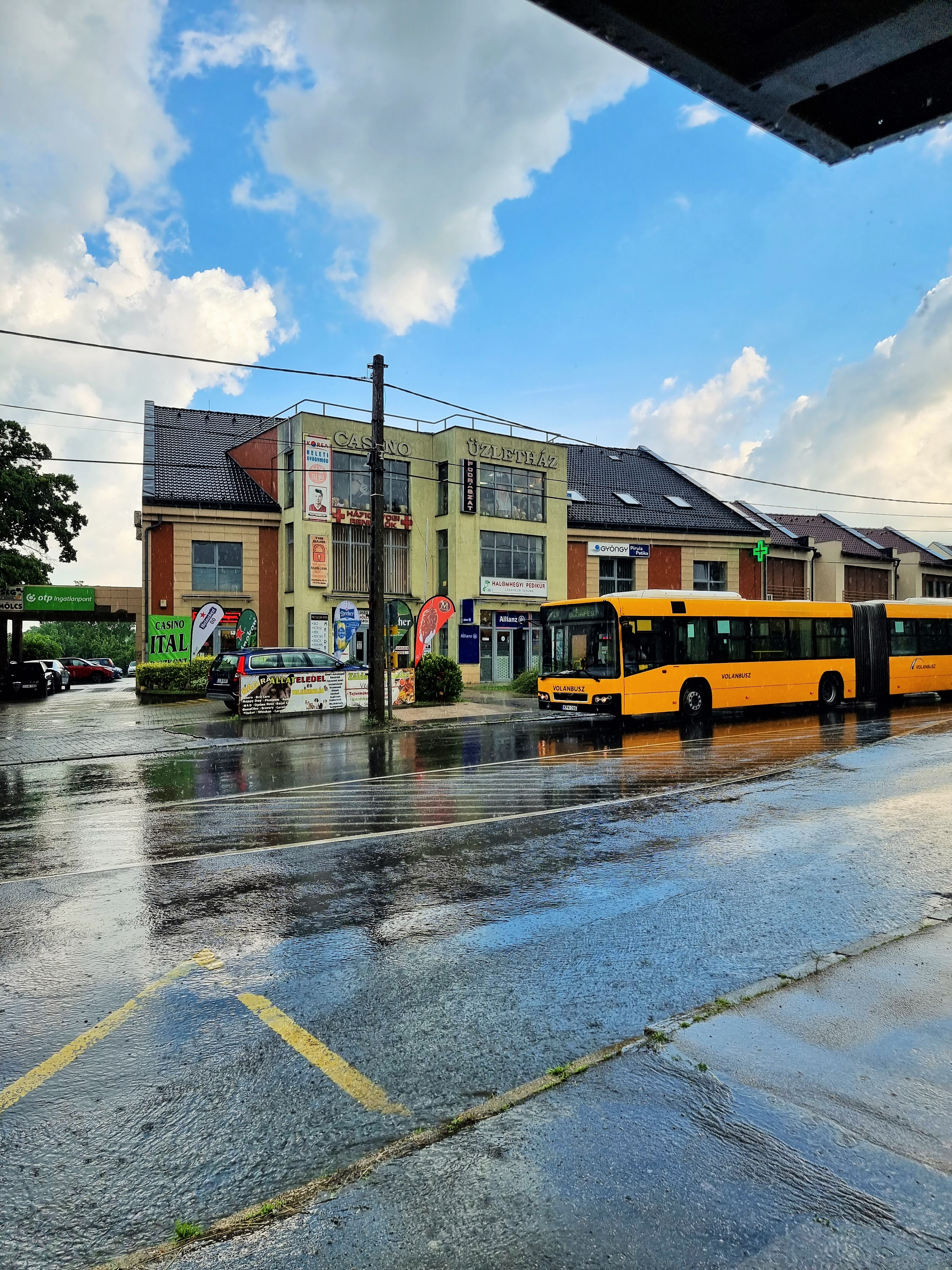
A Casino Üzletház a Fürdő utcánál
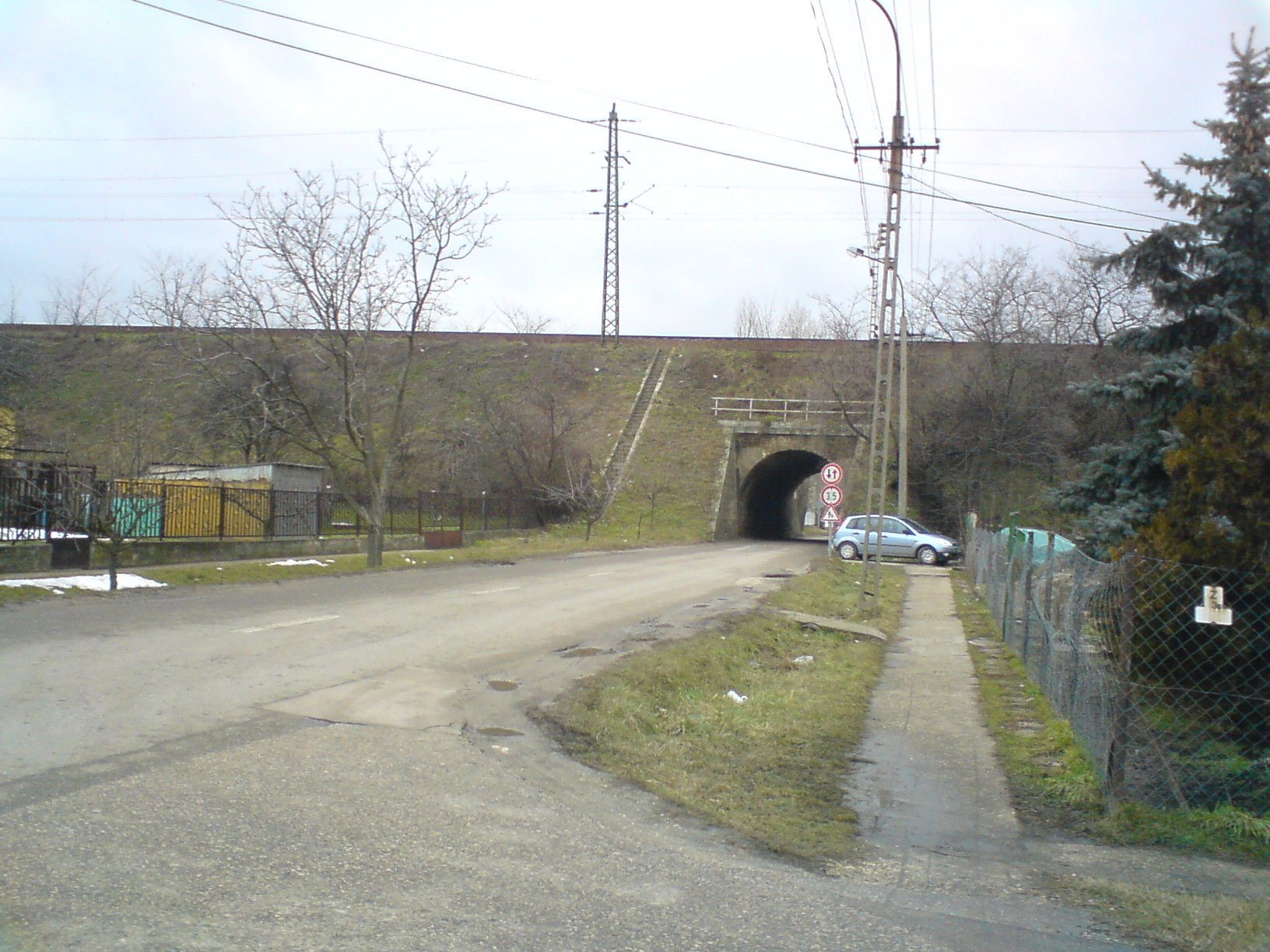
A Duna utca alagútja a vasút felújítása előtt
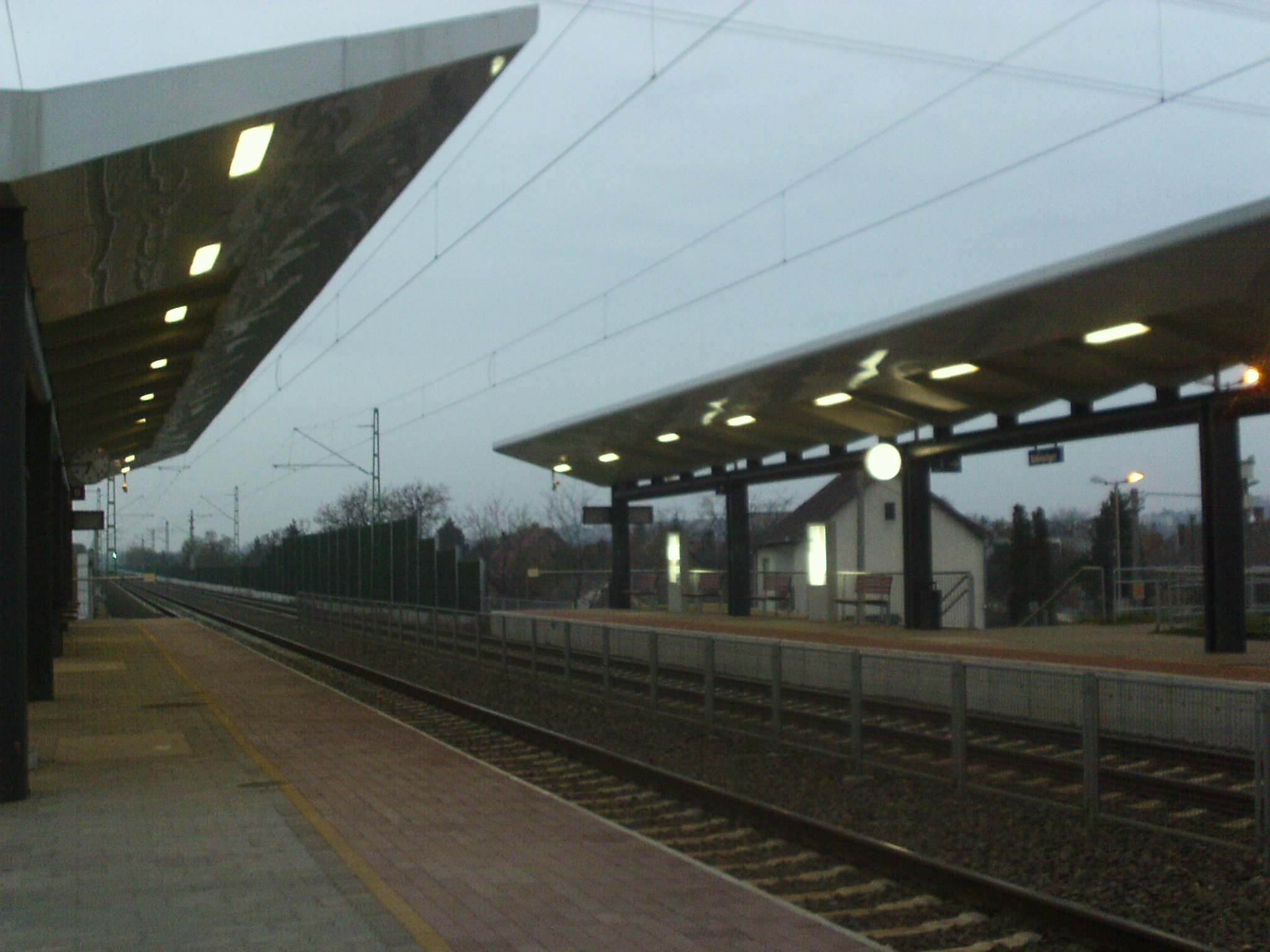
Tétényliget vasúti megállóhely
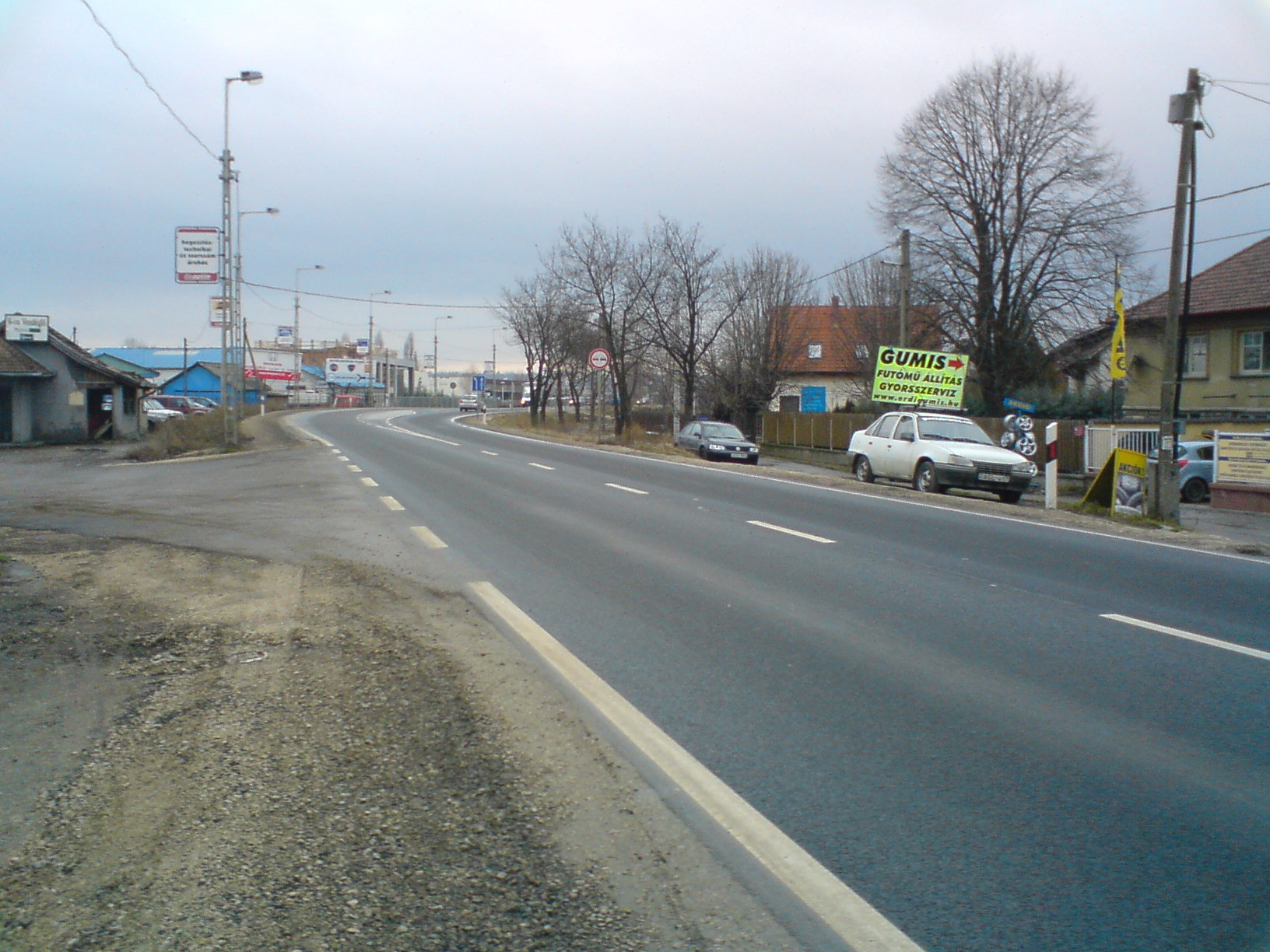
A 6-os út
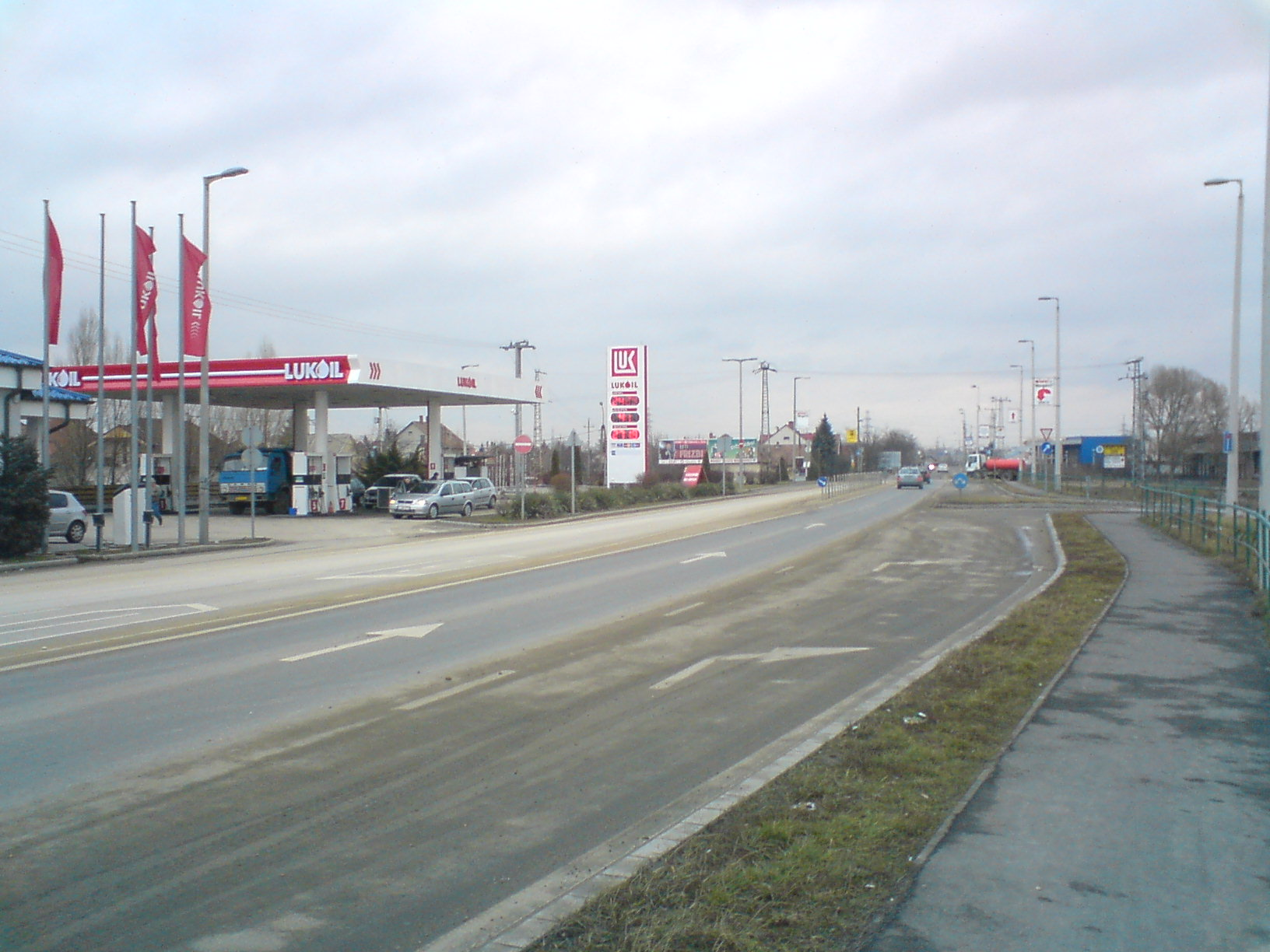
A 6-os út Érden (hátterében a megújult Lukoil benzinkúttal)
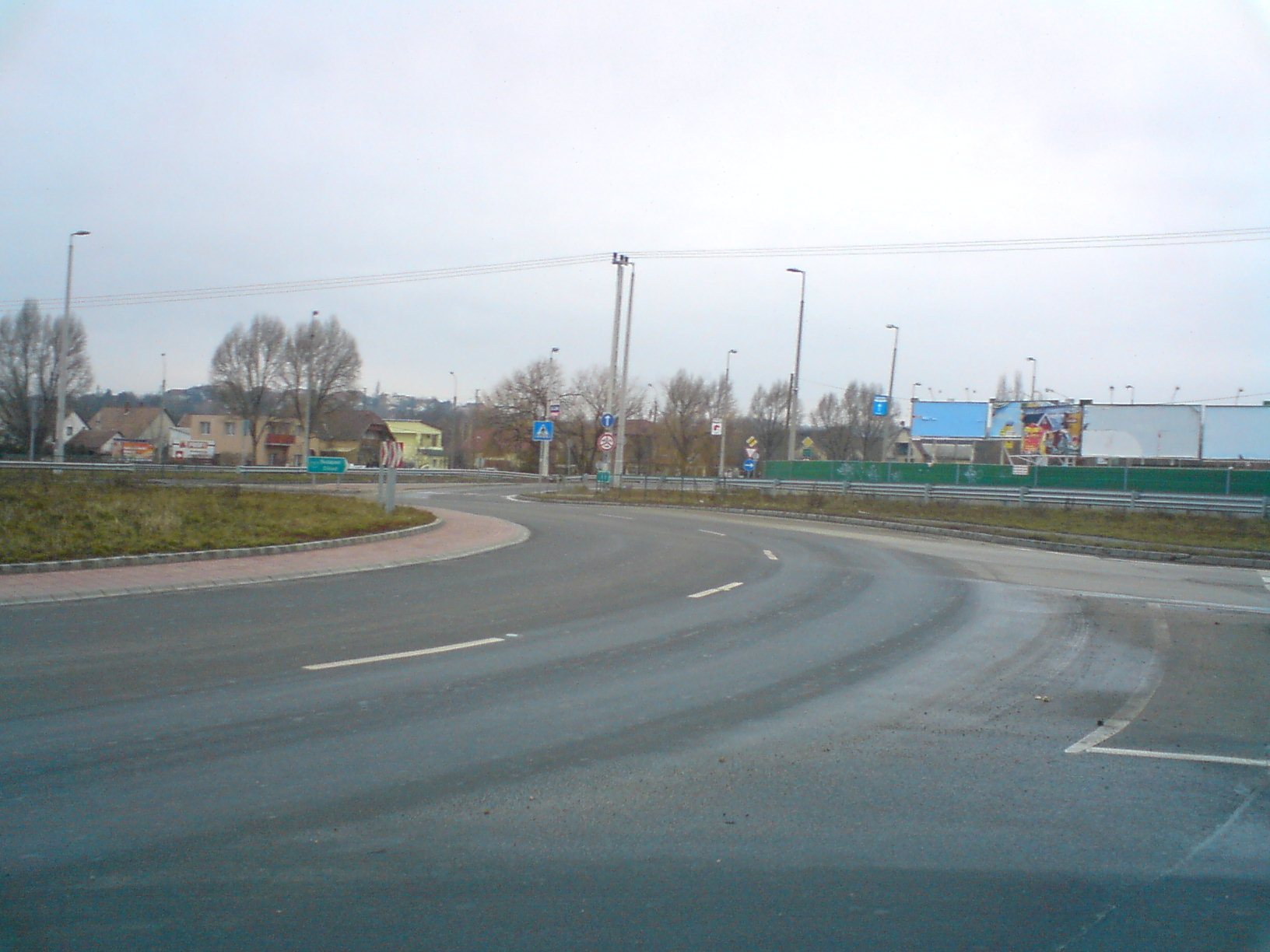
A 6-os út körforgalma a Balatoni útnál